# Perur
Perur é uma panchayat (vila) no distrito de Coimbatore, no estado indiano de Tamil Nadu.

## Geografia
Perur está localizada a 10° 58′ N, 76° 54′ L. Tem uma altitude média de 418 metros (1371 pés).

## Demografia
Segundo o censo de 2001,  Perur  tinha uma população de 7937 habitantes. Os indivíduos do sexo masculino constituem 50% da população e os do sexo feminino 50%. Perur tem uma taxa de literacia de 69%, superior à média nacional de 59.5%: a literacia no sexo masculino é de 76% e no sexo feminino é de 61%. Em Perur, 10% da população está abaixo dos 6 anos de idade.